# Liste der internationalen Organisationen in Bonn
In Bonn, heute Zweitregierungssitz zur Bundesrepublik Deutschland, haben sich viele international tätige Organisationen und Institutionen niedergelassen. Aufgrund der gewünschten Nähe zu politischen Entscheidungsprozessen hat eine Reihe von Organisationen Zweigstellen oder ihren Sitz komplett nach Berlin verlegt. Insgesamt gibt es in Bonn neben den 19 UN-Einrichtungen, ungefähr 170 weitere Organisationen, viele davon mit dem Schwerpunkt Entwicklungszusammenarbeit und/oder humanitäre Hilfe. Nachfolgend sind einige genannt:
- action five
- Aktion Deutschland Hilft e. V.
- Afrika Süd Aktions-Bündnis e. V. (AAB)
- Agencia Latinoamericana de Servicios Especiales de Información (ALASEI) – Bonn
- Agenda-Transfer/Bundesweite Servicestelle Lokale Agenda 21
- AIESEC e. V.
- Aktionsgemeinschaft Dienst für den Frieden e. V. (AGDF)
- Alexander von Humboldt-Stiftung
- amnesty international (ai; Sektion der Bundesrepublik Deutschland)
- Andheri-Hilfe Bonn e. V.
- Arbeiterwohlfahrt Bundesverband e. V.
- Arbeitsgemeinschaft der Entwicklungsdienste e. V. (AGdD)
- Arbeitsgemeinschaft Frieden und Entwicklung (FriEnt)
- Arbeitsgemeinschaft für interkulturelle Begegnung e. V. (AfiB)
- Arbeitsgemeinschaft privater Entwicklungsdienste e. V. (APED)
- Arbeitskreis "Lernen und Helfen in Übersee" e. V.
- Arbeitsstelle Friedensforschung Bonn (AFB)
- Ärzte ohne Grenzen (Zweigstelle Bonn)
- AT-Verband – Verband zur Förderung angepasster, sozial- und umweltverträglicher Technologien e. V.
- Bonn International Center for Conversion (BICC)
- Bundesverband Bürgerinitiativen Umweltschutz e. V. (BBU)
- Forschungszentrum caesar – Center for Advanced European Studies and Research
- CARE Deutschland e. V.
- Climate Action Network (CAN) – International Secretariat
- International Commission of Agricultural Engineering (Commission Internationale du Génie Rural; CIGR)
- Dänisches Kulturinstitut
- Deutsche Bischofskonferenz
- Deutsche Forschungsgemeinschaft (DFG)
- Deutsche Gesellschaft für Auswärtige Politik e. V. (DGAP)
- Deutsche Gesellschaft für Internationale Zusammenarbeit (GIZ)
- Deutsche Kommission Justitia et Pax
- Deutsche Stiftung für Internationale Rechtliche Zusammenarbeit e. V. – IRZ-Stiftung
- Deutsche UNESCO-Kommission e. V.
- Deutsche Welle
- Deutsche Welthungerhilfe e. V.
- Deutscher Akademischer Austauschdienst (DAAD)
- Deutscher Naturschutzring
- Deutsches Institut für Entwicklungspolitik gGmbH (DIE)
- Deutsches Komitee für UNIFEM e. V.
- Deutsches Komitee Katastrophenvorsorge e. V. (DKKV)
- Deutscher Städte- und Gemeindebund e. V. (DStGB)
- DGRV – Deutscher Genossenschafts- und Raiffeisenverband e. V. (DGRV)
- Don Bosco Mission (Salesianer Don Boscos)
- Don Bosco Mondo
- Don Bosco Stiftung Bildung ohne Grenzen
- Don Bosco Stiftung Iuventus Mundi
- Eine-Welt-Forum Bonn (EWF)
- Engagement Global gGmbH – Service für Entwicklungsinitiativen
- EMC-Sekretariat – Geschäftsstelle des Europäischen Musikrates (UNESCO)
- Environmental Protection Services (EPS) GmbH
- Europa-Dialog e. V.
- Europäische Akademie Nordrhein-Westfalen e. V.
- Europäische Kommission – Regionale Informationsstelle
- European Association of Development Research and Training Institutes (EADI)
- EUROSOLAR e. V – European Solar Energy Association
- Evangelischer Entwicklungsdienst e. V. (EED)
- EVROPAEUM – Netzwerk führender europäischer Universitäten
- Exposure- und Dialogprogramme (EDP) e. V.
- Fairtrade Consulting Cooperative
- Fairtrade Labelling Certification Organisation – FLO-Cert Ltd. (FLO Zertifizierungsgesellschaft)
- Fairtrade Labelling Organizations International – FLO
- Forum Umwelt & Entwicklung
- FSC International Center – Forest Stewardship Council
- Friedrich-Ebert-Stiftung (FES)
- Gemeinsame Konferenz Kirche und Entwicklung (GKKE)
- Germanwatch e. V.
- Gesellschaft für internationale Entwicklung e. V.
- Gesellschaft zur humanitären Unterstützung der Palästinenser (GHUP) e. V.
- Goethe-Institut – Inter Nationes
- GLOBAL COOPERATION COUNCIL (Nord-Süd-Forum) e. V.
- Greenpeace e. V., Gruppe Bonn
- Gustav-Stresemann-Institut e. V. (GSI)
- HELP – Hilfe zur Selbsthilfe e. V.
- Hilfsaktion Sang Vert e. V.
- Hochschulrektorenkonferenz (HRK)
- IJAB – Fachstelle für Internationale Jugendarbeit der Bundesrepublik Deutschland e. V.
- Independent Bonn International School (IBIS)
- Informationsstelle El Salvador e. V.
- Informationsstelle Guatemala e. V.
- Informationsstelle Lateinamerika (ila) e. V.
- Informationsstelle Südliches Afrika e. V. (issa)
- Informationsverbund Asyl/ZDWF e. V.
- Informationszentrum Sozialwissenschaften (IZ)
- Institut für Agrarpolitik, Marktforschung und Wirtschaftssoziologie (Universität Bonn)
- Institut für Internationale Zusammenarbeit des Deutschen Volkshochschul-Verbandes e. V. (IIZ/DVV)
- Internationale Raiffeisen Union (IRU)
- Inter Press Service (IPS) Dritte Welt Nachrichtenagentur GmbH
- CIGR – International Commission of Agricultural Engineering (Commission Internationale du Génie Rural)
- International Federation for Home Economics (IFHE)
- International Human Dimensions Programme on Global Environmental Change (IHDP)
- International Union for Conservation of Nature and Natural Resources (IUCN) – Environmental Law Centre
- Internationale Jugendgemeinschaftsdienste e. V. (IJGD) – Bundes- und Landesgeschäftsstelle
- Internationale Organisation für Migration (IOM) – Verbindungsstelle bei der Regierung der Bundesrepublik Deutschland
- International Federation of Organic Agricultural Movements (IFOAM)
- Internationales Centrum Nord Süd Dialog – ICNSD
- International Paralympic Committee (IPC)
- Internationales Wissenschaftsforum Bonn (IWB)
- Japan Aerospace Exploration Agency (JAXA)
- Japan Society for the Promotion of Science – JSPS Bonn Office
- Jugend für Europa  – Deutsche Agentur für das EU-Programm JUGEND IN AKTION (2007–2013)
- Katholischer Akademischer Ausländer-Dienst (KAAD)
- Kinder- und Jugendring Bonn e. V. (KJRB)
- KfW Bankengruppe – Niederlassung Bonn
- Kultur Transnational e. V.
- Kultusministerkonferenz (KMK)
- Lateinamerika-Zentrum e. V.
- Marie-Schlei-Verein – Gruppe Bonn
- Missionszentrale der Franziskaner e. V.
- National Science Council Taipei (NSC)
- Nationale Anti Doping Agentur (NADA)
- Nelson Mandela Children’s Fund Deutschland (NMCF)
- Network for Ecofarming in Africa – NECOFA
- Nicaragua-Hilfe Bonn e. V.
- Nordrhein-Westfälische Stiftung für Umwelt und Entwicklung
- Oikocredit (Ecumenical Development Cooperative Society) Westdeutscher Förderkreis Oikocredit e. V. – Ökumenische Entwicklungsgenossenschaft
- Ökozentrum Bonn e. V.
- Ost-West-Institut für Sozialmanagement e. V.
- Organisation Conjointe de Coopération en Matière d’Armement (OCCAR) – Gemeinsame Organisation für Rüstungskooperation
- Otto Benecke Stiftung e. V.
- Pädagogischer Austauschdienst – PAD
- Pax Christi Internationale Katholische Friedensbewegung – Gruppe Bonn
- Pro Mundo Humano
- Rheinische Friedrich-Wilhelms-Universität Bonn
- South African German Network Deutschland e. V.
- Senior Expert Service (SES)
- SEQUA gGmbH Partner der deutschen Wirtschaft
- Service Civil International – Deutscher Zweig e. V. (SCI)
- Sparkassenstiftung für internationale Kooperation e. V.
- Stiftung Deutsche Geisteswissenschaftliche Institute im Ausland (DGIA)
- Stiftung Entwicklung und Frieden (SEF) – Development and Peace Foundation
- Stiftung Sankt Barbara Deutschland (Saint Barbara Foundation Germany)
- Stiftung Zukunftsfähigkeit
- Technisches Hilfswerk (THW)
- UN Women, Nationales Komitee Deutschland
- UNO-Flüchtlingshilfe e. V.
- Verband Entwicklungspolitik und Humanitäre Hilfe deutscher Nichtregierungsorganisationen e. V. (VENRO)
- Waseda-Universität – Europazentrum
- Weltladen Bonn
- Welttreuhandfonds für Kulturpflanzenvielfalt
- Weltwirtschaft, Ökologie & Entwicklung e. V. (WEED) – Büro Bonn
- Wissenschaftsladen Bonn e. V.
- World Wind Energy Association (WWEA)
- Zentralstelle für Agrardokumentation und -information (ZADI)
- Zentrum für Entwicklungsforschung (ZEF; Universität Bonn)
- Zentrum für Europäische Integrationsforschung (ZEI)
- ZOA Deutschland gGmbH (ZOA)